# فرانز بلاتكو
فرانز بلاتكو كوبيلتز (بالمجرية: Plattkó Ferenc)‏، من مواليد 2 ديسمبر 1898 في بودابست في هنغاريا، وتوفي في 2 سبتمبر 1983 في سانتياغو في تشيلي، في فترة ما بين 1910 و1920 لعب كحارس مرمى في نادي فاساس، ونادي فيينا ونادي هنغاريا ونادي برشلونة ونادي ريكرياتيفو هويلفا ومنتخب هنغاريا لكرة القدم، وبعد أن أعتزل كرة القدم عمل كمدرب في أوروبا وأمريكا الجنوبية، وقد برز بشكل كبير مع نادي برشلونة وبوكا جونيورز وريفر بليت وكولو كولو ومنتخب تشيلي لكرة القدم.

## مسيرته كلاعب

### مسيرته في هنغاريا
بدأ بلاتكو مسيرته كحارس مرمى في مدينته بودابست مع النادي المحلي نادي فاساس، في 1917، وفي عام 1920 انتقل إلى نادي فيينا، ثم عاد إلى نادي فاساس قبل أن ينضم لنادي هنغاريا في الموسم الذي تلاه، وبين عام 1917 و1923 لعب بلاتكو 6 مباريات لمنتخب هنغاريا لكرة القدم، وفي عام 1922 لعب نادي هنغاريا مباراتين مع نادي برشلونة الإسباني وقد انتهت المباراتين بالتعادل السلبي، وقد أعجبت فيه إدارة نادي برشلونة فقررت ضمه إلى الفريق.

### مسيرته في برشلونة
وقد أصبح بلاتكو بديلا لريكاردو زامورا الذي انتقل من نادي برشلونة، وبعدها فرض نفسه كأسطورة في النادي، وقد أمضى سبع سنوات في برشلونة بين عامي 1923 و1930، وفي هذا الوقت فاز مع النادي بكأس كاتالونيا ستة مرات، وثلاثة مرات بكأس الملك، وفاز مرة واحدة بالدوري الإسباني.

### الاعتزال
وقد أنهى بلاتكو مسيرته الكروية مع نادي ريكرياتيفو هويلفا، وقد اعتزل اللعب في عام 1931.

## الاتجاه إلى التدريب
بعد أن اعتزل كرة القدم، اتجه إلى التدريب ودرب نادي مولهاوس في موسم 1932/1933 ونادي ريسنغ كلوب دي روباكس في 1933/1934، قبل أن يعود إلى نادي برشلونة كمدرب في موسم 1934/1935، وبالرغم من فوزه بكأس كاتالونيا، إلا أنه استبدل بالمدرب باتريك أوكونيل، وفي عام 1939 قاد نادي كولو كولو إلى الفوز بالدوري التشيلي، وفي عام 1940 أصبح مدربا لنادي ريفر بليت الأرجنتيني، قبل أن يعود لنادي كولو كولو في تشيلي عام 1941، ويقودهم للفوز في الدوري التشيلي للمرة الثانية، وفي عام 1941 أصبح مدربا لمنتخب تشيلي لكرة القدم، وظل معهم حتى عام 1945، وفي عام 1949 درب نادي بوكا جونيورز الأرجنتيني، وفي عام 1953 عاد إلى نادي كولو كولو، وفاز معهم بالدوري التشيلي للمرة الثالثة.
و بعد عقدين من الزمان عاد إلى تدريب نادي برشلونة في موسم 1955/1956، وفي هذا الموسم وتحت قيادة اللاعبين لاديسلاو كوبالا ولويس سواريز استطاع الفريق أن يفوز 10 مباريات متتالية في الدوري الإسباني، ولم يتم تحطيم هذا الرقم حتى عام 2005، ورغم هذه الانتصارات، فقد حل نادي برشلونة في المركز الثاني خلف نادي أثلتك بلباو، وقد أقيل بلاتكو من منصبه بعد هذا الموسم.

## روابط خارجية
- فرانز بلاتكو على موقع قاعدة بيانات كرة القدم.إي يو (الإنجليزية)
- فرانز بلاتكو على موقع ناشيونال فوتبول تيمز (الإنجليزية)
- فرانز بلاتكو على موقع عالم كرة القدم.نت (الإنجليزية)